# Darío Muchotrigo
Darío Teodoro Muchotrigo Carrillo (Lima, 17 dicembre 1970) è un allenatore di calcio ed ex calciatore peruviano, di ruolo attaccante.

## Caratteristiche tecniche
Formò insieme a Waldir Sáenz una coppia apprezzata in patria quando giocava con l'Alianza Lima. Le sue caratteristiche peculiari sono la flessibilità tattica, la discreta tecnica individuale e una buona resistenza fisica.

## Carriera

### Club
Iniziò nelle giovanili dell'Alianza Lima debuttando il 13 aprile 1991 contro l'Octavio Espinosa di Ica. Rimase nel club della capitale fino al 1996, trasferendosi all'UAG Tecos dietro indicazione di Julio César Uribe, riuscendo a racimolare otto presenze in due stagioni. Una volta tornato in Perù, vi rimase fino al 1998, anno in cui cambiò continente trasferendosi ai greci dello Iōnikos. Con la squadra ellenica disputò delle buone annate, ma nel 2001 lasciò l'Europa per firmare un contratto con lo Juan Aurich.
Nel 2003 giocò negli Stati Uniti, con gli Charlotte Eagles, ma dopo poche partite e una sola rete si trasferì al Deportivo Pereira, in Colombia. Nel 2009, dopo due anni di inattività, ha firmato per gli Hijos de Acosvinchos, club del Campeonato Descentralizado de Segunda División.

### Nazionale
Venne incluso nel giro della Nazionale nel 1993 da Vladimir Popović, prendendo parte alla Copa América 1993. Dopo anni di lontananza dai campi internazionali fu richiamato nel 2000 da Uribe che gli fece disputare la Copa América 2001 e le eliminatorie per Corea del Sud-Giappone 2002.